# ملكة جمال الولايات المتحدة الأمريكية 1979
ملكة جمال الولايات المتحدة الأمريكية 1979 (بالإنجليزية: Miss USA 1979)‏ هي النسخة الثامنة والعشرين من مسابقة ملكة جمال الولايات المتحدة الأمريكية منذ انطلاقتها عام 1952، عقدت المسابقة في 30 أبريل 1979 تم بثها على الهواء مباشرة بواسطة شبكة سي بي إس من مركز ساحل الخليج للمؤتمرات في بيلوكسي ، ميسيسيبي، في نهاية الحدث فازت ماري تيريز فريل من ولايه نيويورك، توجت من قبل ملكة جمال الولايات المتحدة الأمريكية المنتهية ولايتها جودي أندرسن من هاواي. كانت فرييل ثاني امرأة من نيويورك تفوز بلقب ملكة جمال الولايات المتحدة الأمريكية ، لتكون مرشحة بلدها في مسابقة ملكة جمال الكون ، ووصلت فيها إلى الدور نصف النهائي في مسابقة ملكة جمال الكون 1979.

## النتائج

### المراكز النهائية
| النتائج النهائية                          | المتنافسة |
| ----------------------------------------- | --- |
| ملكة جمال الولايات المتحدة الأمريكية 1979 | - نيويورك - ماري تيريز فريل |
| الوصيفة الأولى                            | - واشنطن - تريسي جودارد |
| الوصيفة الثانية                           | - هاواي - ليالوها ما |
| الوصيفة الثالثة                           | - إلينوي - ديبرا نييجو |
| الوصيفة الرابعة                           | - ميسيسيبي - لوري كيمبروه |
| أفضل 12                                   | - أريزونا - آنا ماريا روبيرت - كاليفورنيا - ليندا فوغارتي - ماساتشوستس - مونيكا ماغنوس - كارولاينا الشمالية - ديان جامرسون - تكساس - آن هينانت - فرجينيا - بيتسي بوت - ويسكونسن - كاثرين ويتوشيك |

## المتسابقات
قائمة الولايات والمندوبات المشاركات في مسابقة ملكة جمال الولايات المتحدة الأمريكية :
| - ألاباما - روز بورش - ألاسكا - كيم فيدلر - أريزونا - آنا ماريا روبيرت - أركنساس - سينثيا كالدويل - كاليفورنيا - ليندا فوغارتي - كولورادو - جين نيلسون - كونيتيكت - ماري بيث لومباردي - ديلاوير - ليزا توثمان - مقاطعة كولومبيا - سينثيا رامزي - فلوريدا - بيني شيريدان - جورجيا - ديبي فريمان - هاواي - ليالوها ماءا - أيداهو - لوري جوكيتش - إلينوي - ديبرا نييجو - إنديانا - ديبي هايز - آيوا - تيري ريس - كانساس - ليندا شيلدز - كنتاكي - ليندا باسمور - لويزيانا - ليزا أندرسون - مين - فاليري كروكر - ماريلند - جان بورن - ماساتشوستس - مونيكا ماغنوس - ميشيغان - سوزان جيمس - مينيسوتا - سينثيا لي - مسيسيبي - لوري كيمبرا - ميزوري - فيرجينيا دين | - مونتانا - جوريت سينديلار - نبراسكا - روندا لوندبرغ - نيفادا - اليشا مغليبي - نيوهامبشير - باتريشيا بروس - نيوجيرسي - روبن سيناتور - نيومكسيكو - ميشيل ساندوفال - نيويورك - ماري تيريز فريل - كارولاينا الشمالية - ديان جامرسون - داكوتا الشمالية - رينا هيرمانسون - أوهايو - كارولين هوليهان - أوكلاهوما - سوزان جيبسون - أوريغون - كاتي فيتزباتريك - بنسيلفانيا - تيريزا باترسون - رود آيلاند - جانيس ماكدونالد - كارولاينا الجنوبية - نويل دي سانت غال - داكوتا الجنوبية - ساندي نيزمر - تينيسي - ساندي نيزمر - تكساس - آن هينانت - يوتا - فيكي سكوت - فيرمونت - كاثي ريكستاينر - فيرجينيا - بيتسي بوت - واشنطن - تريسي جودارد - فيرجينيا الغربية - كاندي بوغز - ويسكونسن - كاثرين جوي ويتوشيك - وايومنغ - بام ويليامز |

## روابط خارجية
- موقع ملكة جمال الولايات المتحدة الأمريكية الرسمي